# Leopold Maček
Leopold Maček, slovenski tesar, komunist, partizan, častnik in prvoborec, * 19. november 1901, Spodnja Zadobrova, Ljubljana, † 8. april 1977, Ljubljana.
Maček, izučen tesar, je med obema svetovnima vojnama delal kot obrtnik. Leta 1932 je postal član KPJ in bil v tridesetih letih 20. st. dejaven v kmečko-delavskem gibanju. Organiziral je več protesnih shodov in stavk. Leta 1937 je bil  odgovorni urednik ljudskofrontnega glasila Kmečka sloga. Maček je bil leta 1937 in 1938 posrednik pri odhodu slovenskih prostovoljcev v špansko republikansko armado. Leta 1941 je pomagal ustanoviti narodno zaščito v Ljubljani; maja 1942 je odšel v partizane kjer je bil med drugim politični komisar 3. grupe odredov ter sekretar grosupeljskega in novomeškega okrožja. Po osvoboditvi je v Ljubljani opravljal različne partijske funkcije.

## Napredovanja
- rezervni major JLA (?)

## Odlikovanja
- red bratstva in enotnosti I. stopnje
- red zaslug za ljudstvo II. stopnje (2x)
- partizanska spomenica 1941